# Madhusudanpur
Madhusudanpur là một thị trấn thống kê (census town) của quận Hugli thuộc bang Tây Bengal, Ấn Độ.

## Nhân khẩu
Theo điều tra dân số năm 2001 của Ấn Độ, Madhusudanpur có dân số 6806 người. Phái nam chiếm 52% tổng số dân và phái nữ chiếm 48%. Madhusudanpur có tỷ lệ 76% biết đọc biết viết, cao hơn tỷ lệ trung bình toàn quốc là 59,5%: tỷ lệ cho phái nam là 82%, và tỷ lệ cho phái nữ là 69%. Tại Madhusudanpur, 10% dân số nhỏ hơn 6 tuổi.